# 褶唇鲻
褶唇鲻（学名：Plicomugil labiosus）为鲻科褶唇鲻属的鱼类，俗名瘤唇鲻。分布于红海、东到马绍尔群岛、南到澳大利亚、北到台湾以及西沙、台湾等海域等。该物种的模式产地在红海和孟买。